# William Russell (Schauspieler)

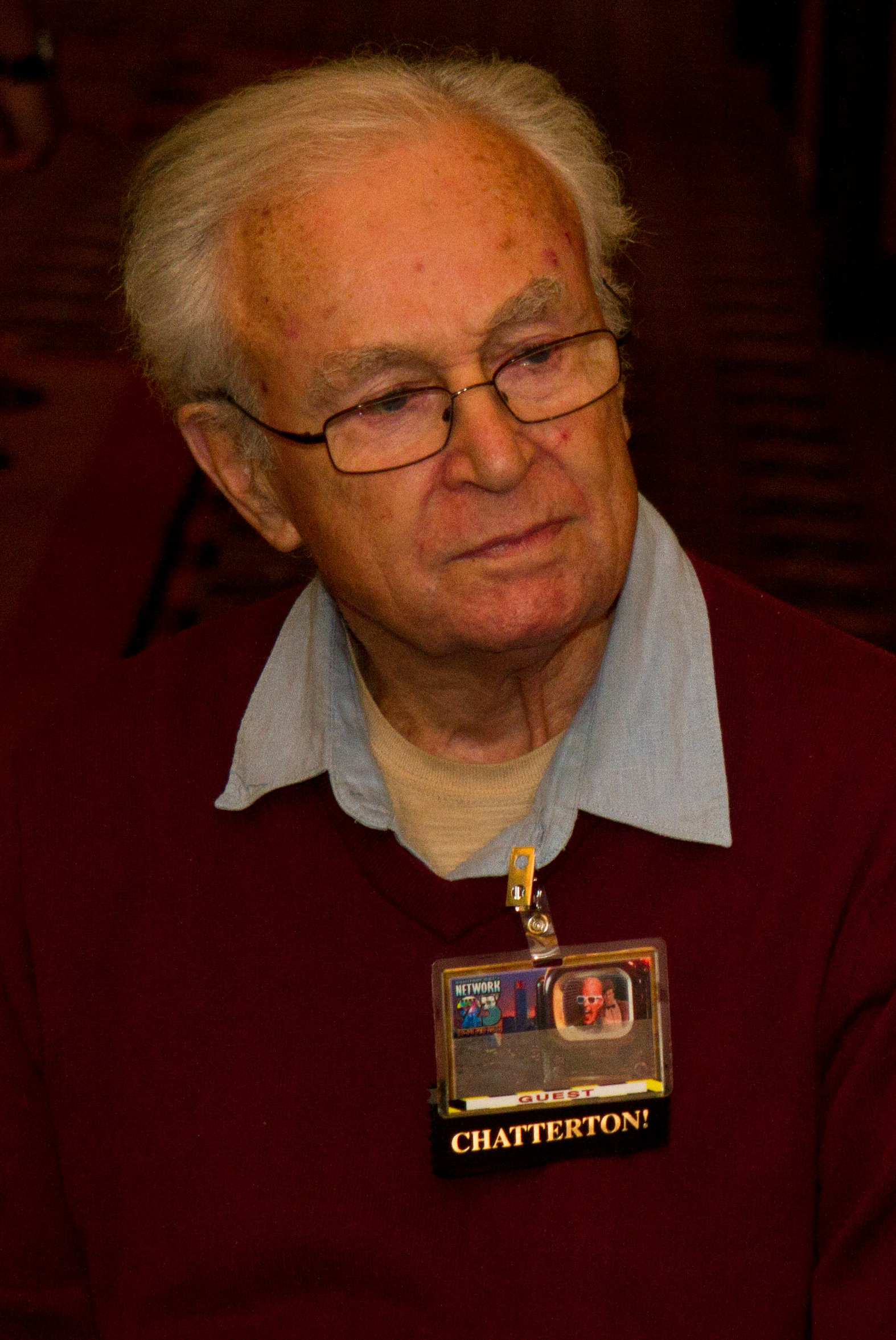
William Russell (2012)

William Russell (* 19. November 1924 in Sunderland, County Durham; † 3. Juni 2024) war ein britischer Schauspieler.

## Leben und Karriere
William Russell Enoch trat in den 1950er Jahren in einigen Film- und Fernsehproduktionen auf. So war er unter anderem in den Fernsehserien St. Ives, The Adventures of Sir Lancelot, Tales from Dickens und Nicholas Nickleby zu sehen. Im Kino spielte er unter anderem Nebenrollen in den Kriegsfilmen Der Mann, den es nie gab und Gesprengte Ketten. Neben Film und Fernsehauftritten trat Russell in vielen Theaterstücken auf. Unter anderem war er im Jahr 1970 in The Tempest und Measure for Measure am Royal Shakespeare Theatre zu sehen, auch am National Theatre und am Globe Theatre war er zu sehen. Außerdem tourte er mit dem Theater durch Brasilien, Argentinien, Chile, Irland, Schweden und Rumänien.
1963 bekam Russell die Rolle des Ian Chesterton in Doctor Who. Er, Jacqueline Hill und Carole Ann Ford spielten die ersten Begleiter des Doktors. Nach zweieinhalb Jahren entschieden sich Russell und Hill gemeinsam, aus der Serie auszusteigen und sich anderen Projekten zu widmen. 2013 wurde der Film Ein Abenteuer in Raum und Zeit über die ersten Jahre von Doctor Who gedreht. Jamie Glover spielte den jungen William Russell. Auch William Russell war als Sicherheitsbeamter in dem Film zu sehen. Insgesamt umfasst sein filmisches Schaffen über 100 Film- und Fernsehproduktionen zwischen 1952 und 2022. In seinem letzten Auftritt kehrte Russell hochbetagt im Jahr 2022 für die Doctor Who-Folge The Power of the Doctor noch einmal in die Rolle des Ian Chesterton zurück. Dieser Auftritt brachte ihm einen Eintrag bei Guinness World Records in der Kategorie „längste Pause eines wiederkehrenden Seriencharakters“, da er nach 57 Jahren und 120 Tagen die Figur wieder gespielt hatte.
William Russells erste Ehefrau war die Medizinerin Balbina Gutierrez. Aus der zweiten Ehe mit Etheline Margareth Lewis stammt der 1988 geborene Sohn Alfred Enoch, der ebenfalls Schauspieler wurde. William Russell starb im Juni 2024 im Alter von 99 Jahren.

## Filmografie (Auswahl)
- 1952: Ein Fressen für die Fische (Gift Horse)
- 1953: Intimate Relations
- 1953: Todesroulette (The Saint’s Return)
- 1954: They Who Dare
- 1954: The Gay Dog
- 1955: Verliebt, verrückt und nicht verheiratet (One Good Turn)
- 1955: X–Boote greifen an (Above Us the Waves)
- 1955: St. Ives (Fernsehserie, 6 Folgen)
- 1956: Der Mann, den es nie gab (The Man Who Never Was)
- 1956–1957: The Adventures of Sir Lancelot (Fernsehserie, 30 Folgen)
- 1957: The Big Chance
- 1957: Nicholas Nickleby (Fernsehserie, 10 Folgen)
- 1958: The Adventures of Hal 5
- 1959: Tales from Dickens (Fernsehserie, 3 Folgen)
- 1960–1963: BBC Sunday–Night Play (Fernsehserie, 6 Folgen)
- 1961: Hamlet (Fernsehserie, 5 Folgen)
- 1962: The Share Out
- 1962/1963: Edgar Wallace (Fernsehserie, 2 Folgen)
- 1963: Return to Sender
- 1963: Jane Eyre (Fernsehserie, 2 Folgen)
- 1963: Gesprengte Ketten (The Great Escape)
- 1963–1965, 2022: Doctor Who (Fernsehserie, 78 Folgen)
- 1966: Breaking Point (Fernsehserie, 5 Folgen)
- 1972–1973: Harriet’s Back in Town (Fernsehserie, 90 Folgen)
- 1975: Drei Mann in einem Boot (Three Men in a Boat; Fernsehfilm)
- 1978: Killing House (Terror)
- 1978: Superman
- 1980: Death Watch – Der gekaufte Tod (La mort en direct)
- 1981: Mark Gertler: Fragments of a Biography
- 1989: Einsamkeit und Mord (The Kill-Off)
- 1990: Deadly Manor
- 1992: Coronation Street (Fernsehserie, 47 Folgen)
- 1998: Mob Queen
- 2005: Der Wachsblumenstrauß (Agatha Christie’s Poirot; Fernsehserie, Folge: After the Funeral)
- 2013: Ein Abenteuer in Raum und Zeit (An Adventure in Space and Time; Fernsehfilm)
- 2016: The Visit (Kurzfilm)